# Sveti Filip i Jakov
Sveti Filip i Jakov est un village et une municipalité située en Dalmatie, dans le comitat de Zadar, en Croatie. Au recensement de 2001, la municipalité comptait 4 482 habitants, dont 98,28 % de Croates et le village seul comptait 1 661 habitants.

## Localités
La municipalité de Sveti Filip i Jakov compte 6 localités :
- Donje Raštane
- Gornje Raštane
- Sikovo
- Sveti Filip i Jakov
- Sveti Petar na Moru
- Turanj